# Saint-Mards-de-Blacarville
Saint-Mards-de-Blacarville – miejscowość i gmina we Francji, w regionie Normandia, w departamencie Eure.
Według danych na rok 1990 gminę zamieszkiwało 796 osób, a gęstość zaludnienia wynosiła 91 osób/km² (wśród 1421 gmin Górnej Normandii Saint-Mards-de-Blacarville plasuje się na 302. miejscu pod względem liczby ludności, natomiast pod względem powierzchni na miejscu 418.).